# Daniel Köllerer
Daniel Köllerer (Wels, 17 agosto 1983) è un ex tennista austriaco, radiato mentre era al 385ª del ranking mondiale ATP.

## Juniores
Nella sua carriera da Juniores Daniel Köllerer raggiunge come posizione più elevata il 23º posto in singolare e il 24º posto nelle classifiche di doppio.
Nel 2001 batte John Isner e Jo-Wilfried Tsonga.

## Professionismo

### Esordi
Köllerer esordì a 16 anni come wild-card in un Futures in Austria nel maggio 2000 perdendo dal 520 al mondo Kristian Pless nei quarti di finale. Entra ufficialmente tra i professionisti nel 2002. A fine 2002 entra nei primi 640 a 19 anni.

### 2003
Köllerer procede meglio nel 2003. Guadagna un paio di posizioni a febbraio con dei Futures in Spagna, perdendo dal diciassettenne Nicolás Almagro. A marzo domina il circuito Futures in Italia, raggiungendo la posizione 384. In seguito guadagna altre posizioni fino ad arrivare ad essere il numero 348.

### ATP
La sua prima vittoria nel circuito ATP è contro Stefan Koubek a Kitzbühel: Köllerer diventò 169º. Raggiunse il terzo round alle qualificazioni dell'Australian Open 2007, ma fu sconfitto da Jamie Baker.
Nel 2009 Köllerer raggiunge il 4º turno ad Acapulco sconfiggendo David Nalbandian al primo turno. Vince il Challenger di Roma sconfiggendo Andreas Vinciguerra in finale, nella settimana della morte della madre a causa di un cancro.
Il 23 agosto, dopo una partita combattuta, si aggiudica la 10º Trani Cup sull'italiano Filippo Volandri con il punteggio di 6-3 7-5.
Nonostante un'ottima prestazione, Köllerer fu battuto in quattro set nel terzo round degli US Open dal numero 6 del seeding e futuro campione Juan Martín del Potro.
Il 31 maggio 2011, la Federazione internazionale ha deciso di squalificare a vita il tennista austriaco per aver "aggiustato o provato ad aggiustare il risultato di un evento", squalifica poi confermata dal CAS di Losanna nel marzo 2012.

## Finali (19)

### Titoli singolare (10)
| Legenda (Singolare)    |
| Grand Slam (0)         |
| Tennis Masters Cup (0) |
| ATP Masters Series (0) |
| ATP Tour (0)           |
| Challengers (6)        |
| Futures (4)            |

| No. | Data             | Torneo                    | Avversario in finale | Punteggio finale |
| 1.  | 28 ottobre 2002  | Montego Bay, Giamaica F18 | Darko Madjarovski    | 6–1, 6–3         |
| 2.  | 7 luglio 2003    | Telfs, Austria F1         | Philipp Mullner      | 6–1, 6–3         |
| 3.  | 4 agosto 2003    | Samarkand                 | Andrej Stoljarov     | 6–2, 6–3         |
| 4.  | 29 agosto 2004   | Kiev                      | Lukáš Dlouhý         | 6–0, 3–6, 7–5    |
| 5.  | 6 giugno 2006    | Iran F1                   | Victor Bruthans      | 6–2, 6–4         |
| 6.  | 26 febbraio 2007 | Italia F3                 | Manuel Jorquera      | 6–1, 6–1         |
| 7.  | 2 giugno 2008    | Fürth                     | Santiago Giraldo     | 6–1, 6–3         |
| 8.  | 27 ottobre 2008  | Cali                      | Paul Capdeville      | 6–4, 6–3         |
| 9.  | 20 aprile 2009   | Roma-2                    | Andreas Vinciguerra  | 6–3, 6–3         |
| 10. | 23 agosto 2009   | Trani                     | Filippo Volandri     | 6–3, 7-5         |

### Finali singolare (9)
| Legend (Singles)       |
| Grand Slam (0)         |
| Tennis Masters Cup (0) |
| ATP Masters Series (0) |
| ATP Tour (0)           |
| Challengers (6)        |
| Futures (3)            |

| No. | Data            | Torneo               | Avversario in finale | Punteggio     |
| 1.  | 5 maggio 2003   | Valdengo, Italia F6  | Alexandre Simoni     | 6–1, 6–1      |
| 2.  | 14 luglio 2003  | Kramsach, Austria F2 | Marko Neunteibl      | 3–6, 6–4, 6–4 |
| 3.  | 12 aprile 2004  | Olbia                | Stefano Pescosolido  | 6–1, 6–2      |
| 4.  | 9 agosto 2004   | Cordenons            | Daniel Gimeno Traver | 4–6, 6–4, 6–3 |
| 5.  | 17 ottobre 2005 | Bogotà               | Marcos Daniel        | 6–2, 6–3      |
| 6.  | 3 luglio        | Iran F2              | Alex Satschko        | 5–2, RET      |
| 7.  | 16 ottobre 2006 | Bogotà               | Diego Hartfield      | 6–3, 7–5      |
| 8.  | 16 luglio 2007  | Rimini               | Oliver Marach        | 6–4, 0–2, RET |
| 9.  | 25 agosto 2008  | Como                 | Diego Junqueira      | 2–0, RET      |